# Nandambakkam
Nandambakkam es una ciudad y nagar Panchayat situada en el distrito de Chennai en el estado de Tamil Nadu (India). Su población es de 11239 habitantes (2011). Se encuentra a 13 km de Chennai y a 63 km de Kanchipuram.

## Demografía
Según el censo de 2011 la población de Nandambakkam era de 11239 habitantes, de los cuales 5561 eran hombres y 5678 eran mujeres. Nandambakkam tiene una tasa media de alfabetización del 91,54%, superior a la media estatal del 80,09%: la alfabetización masculina es del 95,57%, y la alfabetización femenina del 88,41%.